# La Congesta
La Congesta és un edifici al centre del poble de Portbou (Alt Empordà) construït al segle xix, es considera que té un gran valor arquitectònic. Aquest edifici emblemàtic de Portbou, catalogat a l'Inventari del Patrimoni Arquitectònic de Catalunya, està temporalment tancat per problemes estructurals.
Aquest edifici consta de planta baixa i pis; i té dos alçats diferents, ja que el cos de l'extrem té forma de torre i supera en alçada el del costat. Les obertures són destacades mitjançant arcs rebaixats i en degradació i la coberta és a dues vessants. Les façanes són arrebossades.
Tot i ser de propietat privada, aquest edifici s'utilitzava com a sala municipal a través d'un conveni que es renovava anualment. Això permetia portar-hi a terme xerrades, concerts o ser la seu del grup de teatre local. El juny de 2004 es va haver de tancar a causa del mal estat. Un informe tècnic va evidenciar problemes estructurals, principalment a la teulada amb perill de despreniment. L'Ajuntament tancà un acord, abans d'acabar l'any 2005, amb els propietaris de l'edifici en el qual s'establia l'adquisició per part de l'entitat municipal durant l'any 2006, amb la intenció de reformar-lo i convertir-lo en una sala polivalent.